# Bohuslav Fiala
Bohuslav Fiala (29. ledna 1890, Frenštát pod Radhoštěm – 16. září 1964, Praha) byl československý brigádní generál.

## Život
Byl absolventem vojenské akademie ve Vídeňském Novém Městě. V první světové válce byl zajat a vstoupil do československé legie v Rusku. Po návratu do vlasti působil na Hlavním štábu. Povýšen na brigádního generála byl v červenci 1934. Při mobilizaci v roce 1938 se stal náčelníkem štábu Hlavního velitelství mobilizované armády. Po demobilizaci se vrátil zpět do Hlavního štábu. 15. března 1939, během obsazování zbytku Československa německou armádou, vydal rozkaz zničit všechny důležité spisy Hlavního štábu.[zdroj?]
V době okupace se aktivně zapojil do odboje - stal zakládajícím členem odbojové organizace Obrana národa.. V prosinci 1939 byl zatčen. Propuštěn byl v březnu 1942. Následně se opět zapojil do odboje, v roce 1945 i do Pražského povstání. Po znovuvytvoření československé republiky pracoval opět ve Hlavním štábu, avšak již v říjnu 1945 byl odeslán na dovolenou. V roce 1946 odešel do výslužby. V roce 1953 mu byl odebrán důchod a Fiala byl nucen nastoupit do práce. Zaměstnání našel v továrně na výtahy, kde se uplatnil jako účetní a později vrátný. 16. září 1964 zemřel v Praze.

## Vyznamenání
| Československý válečný kříž 1914–1918           | Československý válečný kříž 1914–1918           |
| Československá revoluční medaile                | Československá revoluční medaile                |
| Medaile vítězství                               | Československá medaile Vítězství                |
| Řád čestné legie, V. třídy – rytíř              | Řád čestné legie, V. třídy – rytíř              |
| Řád Vytisova kříže                              | Řád Vytisova kříže                              |
| Řád rumunské koruny, III. třídy - komtur        | Řád rumunské koruny, III. třídy - komtur        |
| Řád rumunské koruny, II. třídy - velkodůstojník | Řád rumunské koruny, II. třídy - velkodůstojník |
| Řád jugoslávské koruny, II. třídy               | Řád jugoslávské koruny, II. třídy               |
| Řád čestné legie, IV. třídy – důstojník         | Řád čestné legie, V. třídy – důstojník          |